# Liste der Kulturdenkmale in Ötisheim

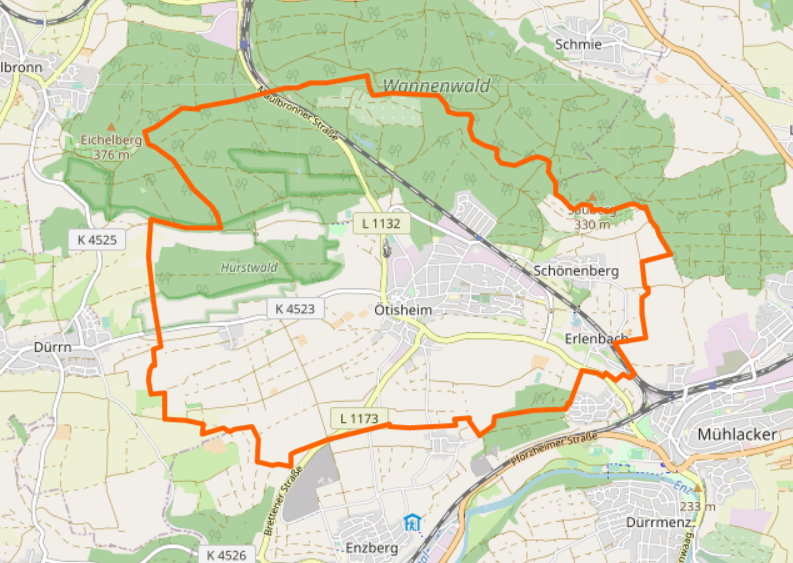
Gemarkung und Lage der Gemeinde Ötisheim

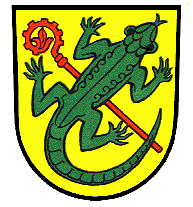
Wappen der Gemeinde Ötisheim

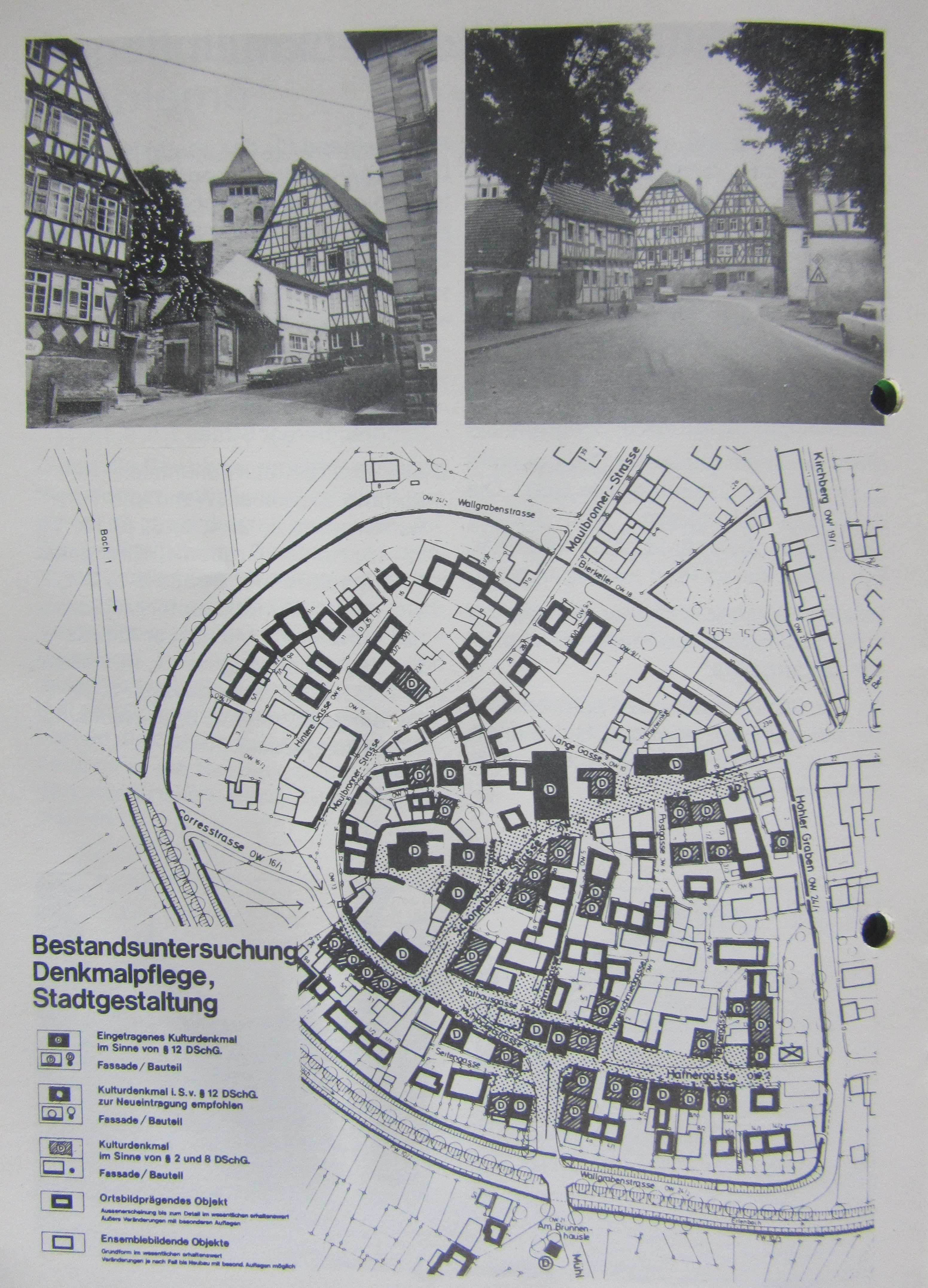
Denkmalgeschützte Gebäude im Ortskern von Ötisheim

In der Liste der Kulturdenkmale in Ötisheim sind unbewegliche Bau- und Kunstdenkmale aller Ortsteile von Ötisheim aufgeführt. Grundlage für diese Liste ist die vom Regierungspräsidium Karlsruhe und dem Landwirtschaftsamt Pforzheim herausgegebene Broschüre Land Baden Württemberg, Dorfentwicklung Ötisheim Enzkreis Örtliches Entwicklungskonzept (1977), der Bau- und Bodendenkmale in Ötisheim, S. 183–186, ein Flächennutzungsplan von 2020, mit der Vereinbarte Verwaltungsgemeinschaft Mühlacker, als auch das Buch Ötisheim – durch die Geschichte zur Gegenwartregionalkultur (2007) von Konrad Dussel.
Diese Liste ist nicht rechtsverbindlich. Eine rechtsverbindliche Auskunft ist lediglich auf Anfrage bei der Denkmalschutzbehörde der Gemeinde Ötisheim erhältlich.

## Bau- und Kulturdenkmale der Gemeinde Ötisheim

### Ötisheim (Hauptort)
Bau-, Kunst- und Kulturdenkmale im Hauptort Ötisheim:
| Bild           | Bezeichnung                                                         | Lage                                        | Datierung                                                            | Beschreibung | ID |
| -------------- | ------------------------------------------------------------------- | ------------------------------------------- | -------------------------------------------------------------------- | --- | -- |
| Weitere Bilder | Wohnhaus                                                            | Alte Mühlacker Straße 4 (Karte)             | 1706                                                                 | Zweigeschossiger, giebelseitiger Fachwerkbau mit reich profilierten Gesimsen. Die Streben und Andreaskreuze sind ornamentiert. Auf dem Fensterbrüstungsfeld steht „MK 1706“ mit Brezel Geschützt nach § 2 DSchG |    |
| Weitere Bilder | Scheune                                                             | Alte Mühlacker Straße 8 (Karte)             | 1765                                                                 | Fachwerkscheune mit kleinem Schopf, der Dachstuhl auf ornamentierten Bügen. Am Kellerrundbogentor steht „1765“ Geschützt nach § 12 DSchG |    |
| Weitere Bilder | Wohnhaus                                                            | Alte Mühlacker Straße 11 (Karte)            | 18. Jahrhundert                                                      | Zweigeschossiger, verputzter, traufseitiger Fachwerkbau mit Krüppelwalmdach und Wetterdach in Traufhöhe, Fachwerkanbau mit Mansarddach. Geschützt nach § 2 DSchG |    |
| Weitere Bilder | Wohnhaus                                                            | Alte Mühlacker Straße 12 (Karte)            | 18. Jahrhundert, roter Sandstein im Kriechkeller mit Jahreszahl 1749 | Gehöft, geteilt. Zweigeschossiges, traufständiges Fachwerkhaus. Die Schwelle ist gekerbt und profiliert und der rückwärtiger Anbau ist neu. Geschützt nach § 2 DSchG |    |
|                | Brunnen                                                             | Am Brunnenhäusle (Karte)                    | 1822                                                                 | Steinhaus mit großen Steinplatten. Inschrift: SHAM AW MH A.M.MEISTER I A H 1756 Geschützt nach § 12 DSchG |    |
|                | Weinberghüterhaus                                                   | Am Sauberg                                  | um 1840                                                              | Am linken Pfosten des Einganges steht: „Im Weinberg hüten nur die Armen, ein Jeder wird sich über sie erbarmen“. Auf dem rechten Pfosten steht: „Vivat, es lebe Weingärtner. Gott segne ihren Fleiß“. Kleindenkmal, P. |    |
|                | Keller                                                              | Bierkeller (Karte)                          | 1897                                                                 | Er ist ein, über eine Treppe, erschlossenes Kellersystem mit zwei tonnengewölbten Räumen und wurde damals für den Bierbrauer Wilhelm Link mit darüber liegender Scheune errichtet. Der Keller gehörte zur Gasthofbrauerei Pfleghof (Schönenberger Straße 2, heute Rathaus). Die darüber liegende Scheune wurde um 1990 abgerissen. Geschützt nach § 2 DSchG |    |
|                | Weg                                                                 | Bierkeller (Karte)                          | 15. Jahrhundert                                                      | Ehemals eine nordöstlich befestigte Grenze des historischen Ortskernes. Geschützt nach § 12 DSchG | BW |
|                | Weinberghüterhaus                                                   | Eckhaussee (Karte)                          |                                                                      | Mit Einritzungen: „IL 1848“, „AM 1907“ und „WA 1908“. Kleindenkmal, P. | BW |
|                | Friedhofsbauten                                                     | Friedhofstraße 20 (Karte)                   | um 1910                                                              | Kapelle mit Dachreiter und einer Aussegnungshalle. Dabei ist ein Verwaltungs- und Nebengebäude. Die Mauer hat ein Portal. Geschützt nach § 2 DSchG |    |
|                | Soldatengrabstätte                                                  | Friedhofstraße 20 (Karte)                   | um 1970                                                              | Eine Anlage mit drei schlichten Steinkreuzen, davor liegen die Steintafeln mit den Namen der Soldaten. Geschützt nach § 2 DSchG |    |
|                | Friedhofskreuz                                                      | Friedhofstraße 20 (Karte)                   | 1909                                                                 | Ein schlichtes Kreuz auf Sockel aus Buntsandstein. Geschützt nach § 2 DSchG |    |
| Weitere Bilder | Wohnhaus                                                            | Hafnergasse 2 (Karte)                       | 16. Jahrhundert                                                      | Ein zweigeschossiger, giebelseitiger Fachwerkbau mit einem massiven Erdgeschoss. Es ist mit einer Mittelknagge versehen und an der Rückseite sind ebenfalls Knagge. Auf dem Kellerrundbogentor, ist die Schrift zum Teil unleserlich. Zugehöriger Ökonomiebau Geschützt nach § 2 DSchG |    |
| Weitere Bilder | Wohnhaus                                                            | Hafnergasse 4 (Karte)                       | 18. Jahrhundert                                                      | Hofanlage, Wohnhaus als giebelseitiger Fachwerkbau mit massivem Erdgeschoss, auf der Rückseite ist eine Dielung sichtbar. Südwestlich steht eine zugehörige Fachwerkscheune. Geschützt nach § 2 DSchG |    |
| Weitere Bilder | Wohnhaus                                                            | Hafnergasse 5 (Karte)                       | 1744                                                                 | Gehöft mit Wohnhaus, als zweigeschossiger, giebelseitiger Fachwerkbau. Am Mittelpfosten ist eine Geige erkennbar und am Kellerrundbogentor steht „ISMISP“. Das Steinschiebefenster verweist auf „1744“. Schmiede, Scheune, Stall (Sachgesamtheit) Geschützt nach § 2 DSchG |    |
| Weitere Bilder | Wohnhaus                                                            | Hafnergasse 6 (Karte)                       | 16. Jahrhundert                                                      | Ein zweigeschossiger, giebelseitiger Fachwerkbau mit Hofeinfahrt und störender Ladeneinbau im Erdgeschoss. In allen Geschossen sind geschnitzte Knaggen und die Kopfbänder sind ornamentiert. Ebenso ist eine Dielung sichtbar. Geschützt nach § 2 DSchG |    |
| Weitere Bilder | Wohnhaus                                                            | Hafnergasse 8 (Karte)                       | 18. Jahrhundert                                                      | Ein eingeschossiger, giebelseitiger, verputzter Fachwerkbau Geschützt nach § 2 DSchG |    |
|                | Wohnhaus                                                            | Hafnergasse 10 (Karte)                      | 18. Jahrhundert                                                      | Ein zweigeschossiger, giebelseitiger Fachwerkbau mit massivem Erdgeschoss und störenden Fenstern, die Schwelle ist gekerbt. An der Traufseite ist ein neuer Anbau. Geschützt nach § 2 DSchG | BW |
| Weitere Bilder | Wohnhaus                                                            | Hafnergasse 11 (Karte)                      | 18. Jahrhundert                                                      | Ein zweigeschossiger Fachwerkbau mit verschindeltem Giebel. Geschützt nach § 2 DSchG |    |
|                | Wohnhaus und Scheune                                                | Hafnergasse 13–15 (Karte)                   | 15. Jahrhundert und 19. Jahrhundert                                  | Stallscheune mit Satteldach und einem Krüppelwalmdach an der Westseite (15. Jahrhundert). Im rechten Winkel ein Schweinestall mit Pultdach (19. Jahrhundert). Geschützt nach § 2 DSchG | BW |
|                | Straße                                                              | Hohler Graben (Karte)                       | 15. Jahrhundert                                                      | Ehemals eine östlich befestigte Grenze des historischen Ortskernes. Geschützt nach § 2 DSchG |    |
|                | Wohnhaus                                                            | Kirchgasse 3 (Karte)                        | 19. Jahrhundert                                                      | Ein traufseitiger, zweigeschossiger Fachwerkbau auf massivem Kellergeschoss, Geschützt nach § 2 DSchG |    |
| Weitere Bilder | Wohnhaus                                                            | Kirchgasse 5 (Karte)                        | 1701                                                                 | Ein zweigeschossiger Fachwerkbau. Die Schwelle und der Rähm sind profiliert. An den Eckpfosten ist ein Wickelstab. Die Eingangstür ist original mit alten Steinstufen an der Giebelseite. Am Keller ist ein Steinschiebefenster und am Türsturz steht „ANNO 1701 HMS SOLI DO GLORIA M. F. S Z“ Geschützt nach § 28 DSchG |    |
|                | Wohnhaus                                                            | Kirchgasse 6 (Karte)                        | 18. Jahrhundert                                                      | Ein zweigeschossiger, giebelseitiger Fachwerkbau mit massivem Sockel und Steinschiebefenster. Die Schwelle ist profiliert und gekerbt. Geschützt nach § 2 DSchG |    |
|                | Scheune                                                             | Maulbronner Straße 1 (Karte)                | dendrodatiert 1457                                                   | Eine Scheune mit Firstständerbau Geschützt nach § 2 DSchG | BW |
|                | Wohnhaus                                                            | Maulbronner Straße 3 (Karte)                | 18. Jahrhundert                                                      | Ein zweigeschossiger, traufseitiger Fachwerkbau mit einer Durchfahrt in der Mitte. Geschützt nach § 2 DSchG |    |
|                | Wohnhaus                                                            | Maulbronner Straße 5, 5/1 (Karte)           | 18. Jahrhundert                                                      | Ein zweigeschossiger, traufseitiger Fachwerkbau mit Durchfahrt unter der ganzen Hausbreite und einem reich profilierter Sturz. Geschützt nach § 2 DSchG |    |
|                | Wohnhaus mit Scheune                                                | Maulbronner Straße 7 (Karte)                | 1512/1513 und 1789                                                   | Eine Hofanlage mit einem Wohnhaus, das einen massiver Unterstock hat, mit einem darüberstehenden Fachwerk. An der Tür steht „GG 1841“ und Brezelsymbol. Das Dachwerk ist dendrochronologisch datiert auf 1512/13. Die Fachwerkscheune im Hofraum ist dendrochronologisch datiert auf 1789 Geschützt nach § 2 DSchG |    |
|                | Wohnhaus                                                            | Maulbronner Straße 9 (Karte)                | 1465                                                                 | War einmal das Gasthaus „Krone“ und ist heute ein Wohn- und Geschäftshaus. Ein zweigeschossiger, giebelseitiger Fachwerkbau mit Satteldach und dendrodatiert auf 1465 Geschützt nach § 2 DSchG |    |
|                | Wohnhaus                                                            | Maulbronner Straße 23, 23/1 (Karte)         | 18. Jahrhundert                                                      | Ein zweigeschossiger, giebelseitiger Fachwerkbau mit massivem Erdgeschoss und profilierten Gurten. Die Westseite ist verputzt und die Fensterbänke mit Steinreliefs versehen. Die Schwelle an der Traufseite ist gekerbt. Geschützt nach § 2 DSchG |    |
|                | Wohnhaus                                                            | Maulbronner Straße 31, 31/1 (Karte)         | 1485 (dendrodatiert)                                                 | Traufständiges, eingeschossiges Wohnhaus, (Sachgesamtheit) Geschützt nach § 2 DSchG |    |
|                | Gehöft                                                              | Nagelschmiedgasse 1 (Karte)                 |                                                                      | Gehöft mit Wohnhaus, ein zweigeschossiger, verputzter Fachwerkbau. Geschützt nach § 2 DSchG |    |
|                | Wohnhäuser                                                          | Postgasse 1, 1/2, 1/3 (Karte)               | 18. Jahrhundert                                                      | Fachwerkwohnhäuser, Fachwerkhaus Nr. 1 ist verputzt, Nr. 1/1 und 1/2 Fachwerkhäuser. (Sachgesamtheit) Geschützt nach § 2 DSchG |    |
| Weitere Bilder | Gasthaus                                                            | Rathausgasse 4 (Karte)                      | 1. Hälfte des 18. Jahrhunderts                                       | Gasthaus „Lamm“, ein dreigeschossiger, giebelständiger und unverputzter Fachwerkbau mit Schopfwalmdach und einem massiven Erdgeschoss. Geschützt nach § 2 DSchG |    |
| Weitere Bilder | Wohnhaus                                                            | Rathausgasse 6 (Karte)                      | 17. Jahrhundert                                                      | Ein dreigeschossiger, giebelseitiger Fachwerkbau mit Rautenausfachungen. Das Erdgeschoss ist massiv und die Schwelle gekerbt und profiliert. Im Obergeschoss ist ein geschosshohes Rautennetz und an der Tür ein Rankenrelief aus Stein. Geschützt nach § 2 DSchG |    |
|                | Gasthaus                                                            | Rathausgasse 8 (Karte)                      | 17. Jahrhundert                                                      | Ein dreigeschossiger, traufseitiger Fachwerkbau mit massivem Erdgeschoss, im Erdgeschoss sind neue Fenster und Tür angebracht. Die Schwelle zum Keller, mit Steinschiebefenster, am Kellerrundbogen ist geschnitzt und profiliert. Eine Gußplatte ist datiert auf 1697. Geschützt nach § 2 DSchG |    |
| Weitere Bilder | Pfleghof                                                            | Schönenberger Straße 1 (Karte)              | vor 1692                                                             | Der Pfleghof dem Kloster Maulbronn als klösterliches Finanzamt. Ein dreigeschossiger Fachwerkbau mit hohem Massiverdgeschoss in Giebelstellung zur Schönenberger Straße mit einem Krüppelwalmdach. Das erste Obergeschoss kragt über der abgefasten Ecke auf einer Steinkonsole mit Profilschnitt vor, das zweite Obergeschoss auf einem Bug. Die Fensterbrüstungsfelder sind mit Streben und Rautenausfachungen versehen. Die Torpfeiler des Hofes haben eine profilierten Deckplatte mit einer Vase. An der Kellertür befindet sich eine Steinbank mit Wange und an der Maulbronner Straße eine aufgedoppelte Kellertür. Geschützt nach § 28 DSchG |    |
|                | Rathaus                                                             | Schönenberger Straße 2 (Karte)              | um 1862                                                              | Ein zweigeschossiger Massivbau mit Walmdach, im Erdgeschoss befinden sich Rundbogenfenster und ein Rundbogentor. im Obergeschoss ein Segmentfenster. Geschützt nach § 2 DSchG |    |
| Weitere Bilder | evangelisches Gemeindehaus                                          | Schönenberger Straße 5 (Karte)              | um 1600                                                              | Der zweigeschossige traufseitiger Fachwerkbau auf massivem Sockel, überstand neben der Michaelskirche und dem Pfleghof, nebst einiger weniger Häuser die Zerstörung durch französischen Truppen im Jahr 1692. Zuerst diente es als Rathaus und später als ein Schulgebäude. Danach war es ein Fabrikgebäude, bis die Kirchengemeinde 1950 das Gebäude kaufte. Der Südgiebel ist einfach gehalten, während der Nordgiebel mit reich ornamentierten Streben und Fensterbrüstungsfeldern versehen ist. Eine sehr breite und reich profilierte Stockwerkgurte umgibt das Gebäude und die Fenstererker, Kellertür sind mit profiliertem Werksteingewände geschmückt. Geschützt nach § 28 DSchG |    |
| Weitere Bilder | Wohnhaus                                                            | Schönenberger Straße 6 (Karte)              | 18. Jahrhundert                                                      | Ein zweigeschossiger, giebelseitiger Fachwerkbau mit massivem Erdgeschoss. Die Schwelle und Balkenköpfe sind geschnitzt und die Kopfbänder ornamentiert. Später kamen störende Veränderungen im Erdgeschoss hinzu. Geschützt nach § 2 DSchG |    |
| Weitere Bilder | Michaelskirche                                                      | Schönenberger Straße 7 (Karte)              | 1280–1300                                                            | Evangelische Michaelskirche, Gotisch mit älterem Ostturm, am Chor bezeichnet „anno domini 1564“, Anbauten von 1908 mit originalen Türbeschlägen, in der Kirchhofmauer auf der Westseite Steinkreuz. Geschützt nach § 28 DSchG |    |
| Weitere Bilder | Wohnhaus                                                            | Schönenberger Straße 8 (Karte)              | 1815                                                                 | Ein zweigeschossiger, traufseitiger, verputzter Fachwerkbau mit Kellerrundbogentor und Krüppelwalmdach. Im Keilstein, oberhalb der Tür mit zugemauertem Oberlicht, steht „Dieses Hauß hat erbaut Christina Barbara Hoffin 1815“. Geschützt nach § 2 DSchG |    |
| Weitere Bilder | Wohnhaus                                                            | Schönenberger Straße 9 (Karte)              | 1699 (dendrodatiert)                                                 | Ein dreigeschossiger, giebelseitiger Fachwerkbau mit Massivsockel und Krüppelwalmdach. An den Eckpfosten ist ein Wickelstab zu erkennen. Geschützt nach § 28 DSchG |    |
| Weitere Bilder | Wohnhaus                                                            | Schönenberger Straße 10 (Karte)             | 1720                                                                 | Ein zweigeschossiger Fachwerkbau mit späteren, entstellenden Anbauten. Teile des Hauses sind verschindelt, unter einem Fenster Ofenfußrelief(?)zwischen zwei Pilastern mit Cherubinkopf, Weintraube und Rind, mit der Inschrift „HIW 1720“. Am Haussockel ist ein Wappen. Geschützt nach § 2 DSchG |    |
| Weitere Bilder | Kelter                                                              | Schönenberger Straße 13 (Karte)             | 1599/1701                                                            | Ein zweigeschossiger giebelseitiger Fachwerkbau, welcher vom königlichen Kameralamt errichtet und im Jahr 1826 von der Gemeinde erworben. die Ausfachungen bestehen aus diagonalgestellten Quadraten und Andreaskreuzen. Die Schwelle ist gekerbt und im Inneren ist eine dreiachsige Stützenhalle, Geschützt nach § 28 DSchG |    |
|                | Evangelischer Pfarrhof                                              | Schönenberger Straße 15 (Karte)             | zwischen 1699 und 1705                                               | Ein zweigeschossiger, verputzter Fachwerkbau, auf der Rückseite ist Kellerrundbogentor und ein ummauerter Pfarrgarten. Geschützt nach § 2 DSchG |    |
|                | Wohnhaus                                                            | Schönenberger Straße 16 (Karte)             | 1816                                                                 | Ein zweigeschossiger, giebelseitiger Fachwerkbau mit Massiverdgeschoss, Krüppelwalmdach und Eckquaderung. Die Schwelle, der Rähm und das Füllholz sind profiliert. Die Tür ist mit Oberlicht und dort steht „IMH EHTI MG 1816“. Später wurde eine traufseitige Scheune angebaut. Geschützt nach § 2 DSchG |    |
| Weitere Bilder | Hofanlage                                                           | Schönenberger Straße 17, 17/1 (Karte)       | 18. Jahrhundert                                                      | Ein zweigeschossiger, traufständiger Fachwerkbau mit Scheune (zum Wohnhaus umgebaut) und Ökonomiebau und zwei Giebelverdachungen und Krüppelwalmdach. Das Kellerrundbogentor ist mit Beschlägen versehen und einem Steinschiebefenster. Die Schwelle ist gekerbt und der Hof ist noch gepflastert. Geschützt nach § 2 DSchG |    |
|                | Gefallenendenkmal                                                   | Schönenberger Straße 22 (gegenüber) (Karte) | nach 1945                                                            | Frauengestalt in Stein auf einem Sockel, mit der Inschrift „Vergesst uns nicht“. Dahinter 12 Tafeln mit den Namen der Gefallen und Vermissten aus dem ersten und Zweiten Weltkrieg. Zuerst wurde 1924 ein Denkmal für die Gefallenen des Ersten Weltkrieges eingeweiht, eine viereckige Säule mit den Namen der gefallenen Soldaten. Nach dem Zweiten Weltkrieg wurde das Denkmal durch das heutige Denkmal ersetzt. Geschützt nach § 2 DSchG |    |
|                | Sachgesamtheit Bahnhof Maulbronn-West (Bahnlinie Mühlacker–Bretten) | Sommerrain 2 (Karte)                        | 1853                                                                 | Empfangsgebäude (Nr. 1), Mittelteil zweigeschossig mit Kniestock, Steinbau mit Satteldach (1853). Entwurf von Bauinspektor Spindler Bahnhofsgaststätte (Nr. 3), heute Wohnhaus, eingeschossiger verputzter Bau mit Kniestock und Satteldach (1865). Bahngebäude (Nr. 4), zweigeschossig, verputzt, mit Satteldach (um 1870). Wohnhaus (Nr. 5), zweigeschossig, verputzt auf hohem Steinsockel, um 1910 Eichelbergtunnel, Tunnelmund und Tunnel als Teil des am 1. Oktober 1853 eröffneten Streckenabschnitts Bruchsal-Bietigheim der sogenannten Westbahn von Bruchsal nach Friedrichshafen über Bretten-Mühlacker. Erstreckt sich auch auf die Gemarkung Ötisheim, Sommerrain 2: Bahnwärterhaus mit Stall und Schuppen. Weitere Bestandteile: Maulbronn, Maulbronn West 1, 3, 4, 5, Maulbronn-West 6 Geschützt nach § 2 DSchG | BW |
|                | Straße, Weg                                                         | Wallgrabenstraße (Karte)                    | 15. Jahrhundert                                                      | Ehemals eine südliche und nördliche befestigte Grenze des historischen Ortskernes. Geschützt nach § 12 DSchG | BW |

### Corres
Bau-, Kunst- und Kulturdenkmale im Ortsteil Corres:
| Bild | Bezeichnung     | Lage                                  | Datierung | Beschreibung | ID |
| ---- | --------------- | ------------------------------------- | --------- | --- | -- |
|      | Laschar-Kapelle | Corres, Pforzheimer Straße 13 (Karte) | 1912      | Die Laschar-Kapelle wurde durch Wilhelm Laschar ermöglicht, welcher ein Nachfahre, eines Gründers von Corres, von Jean Lageard war. | BW |

### Erlenbach
Bau-, Kunst- und Kulturdenkmale im Ortsteil Erlenbach:
| Bild | Bezeichnung     | Lage                                                                                | Datierung | Beschreibung                                                                         | ID |
| ---- | --------------- | ----------------------------------------------------------------------------------- | --------- | ------------------------------------------------------------------------------------ | -- |
|      | Fußgängerbrücke | Erlenbach, nach der Aischbühlstraße 34, Richtung Mühlacker, links abbiegen. (Karte) |           | Eiserne Fußgängerbrücke über die Bahn. P.                                            | BW |
|      | Tunnel          | Erlenbach, Haldenstraße (Karte)                                                     | 1835      | Bahndurchlass Geschützt nach § 2 DSchG                                               | BW |
|      | Gebäude         | Erlenbach, Mühlstraße 8 (Karte)                                                     |           | Mühlgebäude mit Stallscheune und Werkstatt (Sachgesamtheit) Geschützt nach § 2 DSchG | BW |

### Schönenberg
Bau-, Kunst- und Kulturdenkmale im Ortsteil Schönenberg:
| Bild           | Bezeichnung                                    | Lage                                        | Datierung              | Beschreibung | ID |
| -------------- | ---------------------------------------------- | ------------------------------------------- | ---------------------- | --- | -- |
| Weitere Bilder | Dreiseithof                                    | Schönenberg, Erlenbacher Weg 6 (Karte)      | Anfang 20. Jahrhundert | Dreiseitgehöft, als Wohnhaus, Stall und Scheune, Geschützt nach § 2 DSchG |    |
| Weitere Bilder | Turmstation                                    | Schönenberg, Erlenbacher Weg 11 (Karte)     |                        | Turmstation aus rustiziertem Werkstein mit Walmdach, Heimatschutzstil Geschützt nach § 2 DSchG |    |
| Weitere Bilder | Schul- und Rathaus                             | Schönenberg, Henri-Arnaud-Straße 11 (Karte) | 1848                   | Ehemaliges Schul- und Rathaus mit Lehrerwohnung und 1920 ein angebautes Milchhäusle. Der Bau ist zweigeschossig und zum Teil unterkellert und hat ein Satteldach. Das massive Erdgeschoss besteht aus Sandsteinbruchsteinmauerwerk, hat ein Fachwerkobergeschoss und ist an der Vorderseite verputzt. Auf dem Türsturz des Schuleingangs steht „Dieses Lehr Gebäude ist erbaut worden mit Gott im Jahr 1848 D. Pflüger“. 1920 wurde das Schulhaus modernisiert. Geschützt nach § 2 DSchG |    |
| Weitere Bilder | Henri-Arnaud-Kirche                            | Schönenberg, Henri-Arnaud-Straße 26 (Karte) | 1883                   | Zuvor stand dort eine Kirche, welche 1701 oder 1717 erbaut wurde. 1883 riss man die Kirche ab, um für die heutige Henri-Arnaud-Kirche Platz zu machen. Sie wurde vom Kirchenbaumeister Christian Friedrich von Leins im neo-romanischen Stil aus rotem Sandstein erbaut. Ebenso ist der Saalbau neuromanisch mit offenem Dachstuhl und umlaufender Empore. Ein Gefallenendenkmal ist an der nördlichen und östlichen Kirchenwand angebracht. Geschützt nach § 2 DSchG                    |    |
| Weitere Bilder | Henri-Arnaud-Haus, Waldensermuseum Schönenberg | Schönenberg, Henri-Arnaud-Straße 27 (Karte) | 1700/1701              | Ehemaliges Wohnhaus des Waldenserführer Henri Arnaud und heute ein Waldenser-Museum. Es ist eingeschossiges, traufständiges Fachwerkhaus, mit einer Sonnenuhr von 1820. Der Garten mit Steintischen und Bänken, war ehemals der erste Kartoffelgarten. Die Türpfosten bezeichnen das Jahr „1754“. Geschützt nach § 28 DSchG |    |
| Weitere Bilder | Backhaus                                       | Schönenberg, Ötisheimer Straße 5 (Karte)    | 1875                   | Ein eingeschossiger, verputzter Massivbau mit Satteldach. Geschützt nach § 2 DSchG |    |
|                | Zehntscheune                                   | Schönenberg, Ötisheimer Straße 11 (Karte)   | 1875                   | Fachwerkbau Geschützt nach § 2 DSchG | BW |
|                | Grenzstein                                     | Schönenberg, Weinbergweg (Karte)            | 1728                   | Auf der Schönenbergerseite ist das Fleckenzeichen, Waldenserleuchter mit sieben Sternen, nur noch Bruchstückhaft vorhanden und das Wappen von Ötisheim ist nicht mehr erkennbar. | BW |

### Kulturdenkmale ohne Adressen
| Bild | Bezeichnung | Lage                      | Datierung | Beschreibung             | ID |
| ---- | ----------- | ------------------------- | --------- | ------------------------ | -- |
|      | Freibad     | Gewann Hardwiesen (Karte) | 1937      | Geschützt nach § 2 DSchG |    |